# Apogon semilineatus
Apogon semilineatus е вид лъчеперка от семейство Apogonidae.

## Разпространение и местообитание
Видът е разпространен в Провинции в КНР, Тайван, Хонконг и Япония.
Среща се на дълбочина от 23 до 100 m, при температура на водата от 10,9 до 28,2 °C и соленост 34,4 – 35,1 ‰.

## Описание
На дължина достигат до 12 cm.